# Никодам
Никодам је у грчкој митологији био један од Пигмеја.

## Митологија
Описан је као скроман и мудар. Био је ожењен Енојом (или Гераном) са којом је имао сина Мопса. О њему је писао Антонин Либерал.